# Иванов, Владимир Васильевич (историк)
Влади́мир Васи́льевич Ивано́в (4 декабря 1939, дер. Верхняя Кондрата, Алексеевский район, Татарская АССР, СССР — 23 октября 2004, Казань, Республика Татарстан, Россия) — советский и российский историк и социолог, специалист в области методологии научного познания, методологии истории, методологии историографии, социологии образования, социологии науки, социологии управления, экономической социологии и методологии социологических исследований. Основатель и руководитель научного направления по исследованию актуальных проблем методологии социального познания и социологии духовной жизни. Основоположник отечественной исторической социологии. Доктор исторических наук (1971), профессор (1981). Член-корреспондент Академии наук Республики Татарстан (2001). Заслуженный работник культуры Республики Татарстан (1994). Депутат Верховного Совета ТАССР. Министр просвещения Татарской АССР (1976—1980).

## Биография
Родился 4 декабря 1939 года в деревне Верхняя Кондрата Алексеевского района, Татарской АССР. Происходил из крещёных татар.
В 1957 году окончил Мензелинское педагогическое училище и работал учителем начальных классов в средней школе в Мензелинском районе ТАССР.
В 1962 году окончил Казанский государственный университет имени В. И. Ульянова-Ленина по специальности «учитель истории».
В 1962 году стал работать учителем истории в школы № 80 г. Казани, а также стал заведующим отделом газеты «Молодёжь Татарстана» и литературным сотрудником газеты «Социалистический Татарстан».
В 1962—1963 годах был редактором общественно-политических передач Комитета по телевидению и радиовещанию Совета Министров ТАССР.
В 1963—1969 годах — младший научный сотрудник, аспирант, старший преподаватель и доцент исторического факультета Томского государственного университета.
В 1966 году в Томском государственном университете под научным руководством А. И. Данилова защитил диссертацию на соискание учёной степени кандидата исторических наук «Принцип историзма в ленинской критике либерального народничества (по произведениям 90-х годов)».
В 1969—1971 года — доцент кафедры истории СССР Казанского педагогического института.
В 1971—1976 годах — заведующий отделом науки и учебных заведений Татарского областного комитета КПСС.
В 1971 году в МГУ имени М. В. Ломоносова защитил диссертацию на соискание учёной степени доктора исторических наук по теме «Проблема соотношения истории и современности в марксистско-ленинской методологии исторического исследования».
В 1976—1980 годах — министр просвещения Татарской АССР.
В 1980—1981 годах — старший научный сотрудник Института марксизма-ленинизма при ЦК КПСС.
В 1981—1984 годах — профессор и заведующий кафедрой истории СССР Казанского государственного университета имени В. И. Ульянова-Ленина и руководитель историографической группы.
С 1988 года — профессор и заведующий кафедрой философии и социологи Казанского государственного финансово-экономического института.
Депутат Верховного Совета ТАССР.

## Награды
- Орден «Знак Почёта»[1][2]
- Орден «Знак Почёта»[2]
- «За доблестный труд (За воинскую доблесть). В ознаменование 100-летия со дня рождения Владимира Ильича Ленина»[2]
- Заслуженный работник культуры Республики Татарстан[1]
- Почётная грамота Республики Татарстан[1]

## Научная деятельность
Первоначальные научные исследования В. В. Иванова проходили в русле комплексной темы «Научным историзмом ХIХ — XX вв.» А. И. Данилова, охватившей историографическо-методологическую область. Им развивался имевший место в советской историографии вопрос историзма в произведениях В. И. Ленина относящихся к концу ХIХ – началу XX века. В своей кандидатской диссертации Иванов представил авторский подход к теме, который основывался на положении, что «теоретические обобщения В. И. Ленина всегда основывались на детальном изучении самой истории, истории прошлого и настоящего» и поэтому «историзм в области общественных наук В. И. Ленин считал необходимым условием объективно-исторического познания. Для того чтобы историческая наука могла выполнять свою социальную функцию, заключающуюся в воссоздании многообразной картины действительности, недостаточно лишь одного непосредственного обращения к современной действительности, так как последняя сама есть результат исторического развития, воплощающий в себе разносторонние, сложные связи прошлого с настоящим, настоящего с будущим. Социальная жизнь всегда находится в процессе постоянного изменения, развития, очень противоречивого и сложного в своей сущности. Поэтому для её научного познания необходим такой подход к явлениям, событиям, который отразил бы их общие и специфические черты, их количественное и качественное своеобразие, то есть сущность явлений, что невозможно без конкретно-исторического анализа изучаемого предмета. Это требование и воплощает в себе принцип историзма». А научной новизной его кандидатского сочинения стало то, что в советской историографии в течение продолжительного время односторонне освещалась тема общественного движения народничества, упускались из виду его демократические черты, что вступало в противоречие ленинским пониманием данного вопроса и принципом историзма. Иванов справедливо отмечал, что Ленин требовал строго исторического подхода к оценке идеологии народничества. Проведя методологический анализ произведений Ленина относящихся к началу и середине 1890-х годов, среди которых «Новые хозяйственные движения в крестьянской жизни», «По поводу так называемого вопроса о рынках», «Что такое „друзья народа“ и как они воюют против социал-демократов?», «Экономическое содержание народничества и критика его в книге г. Струве»), Иванов осуществил успешную попытку представить, какую роль для научного историзма играло материалистическое понимание социальной жизни. Представленные Ивановым положения и выводы исследований о ленинском историзме привлекли самое пристальное внимание советской историографии, чему в особенности поспособствовал празднование в СССР 100-летия со дня рождения В. И. Ленина, когда методологические идеи последнего, относящиеся в вопросам истории, освещались в различных научных трудах (монографиях, включая коллективные, в статьях в специальных сборниках и журналах, в кандидатских и докторских диссертациях), излагались в докладах на различных теоретических семинарах и научных конференциях, где Иванов был неизменным участником. И именно проведение Ивановым анализа методологических функций и структуры принципа историзма определил направление его дальнейших научных исследований. В докторской диссертации, с опорой на труды А. И. Данилова им была разработана проблема соотношения истории и современности в исторических исследованиях, которая всегда была актуальной как для отечественной (в виду новаторства методологического аспекта), так и для мировой историографии. Были заложены две стороны проблемы в диалектическом единстве истории и современности: 1) современность рассматривалась как развивающаяся историческая действительность, 2) взгляд на исследование прошлого с позиций современности позволил добиться получения более полное представления о прошлом. Изучения методологическую основу ленинской концепции истории Иванов продолжил развитие своего авторского видения данного вопроса. В значительной степени расширив круг историографических источников и не ограничиваясь описанием взглядов В. И. Ленина на отдельно взятые вопросы истории и современности, он при этом стремился показать ленинскую методологию в действии и отношении к методике, что явалялось одной из ключевых идей историографическо-методологической школы А. И. Данилова. Развитию данной темы были посвящены монографии «В. И. Ленин о некоторых вопросах соотношения истории и современности» (вышла из печати 1970 году) и «Соотношение истории и современности как методологическая проблема (Очерки по марксистско-ленинской методологии исторического исследования)» (опубликованная в 1973 году в издательстве «Наука» переработанная и дополненная докторская диссертации), а также концептуальная статья в журнале «Вопросы истории».
Во второй половине 1970-х – первой половине 1980-х году В. В. Иванов выпустил целую серия монографий и учебных пособий, среди которых «Историзм в ленинской методологии научного исследования», «Ленинский историзм: методология и методика исследования», «Ленинская концепция истории: методология и методика исследования» и «Методология исторической науки». При этом в последних двух работах Иванов в значительной степени подвёл итог своих методологических исследований и публикаций, относящихся к периоду 1960—1980-х годов. В 1991 году в издательстве Казанского университета была издана работа «Методологические проблемы исторического познания. Учебное пособие по исторической социологии», в предисловии которой Иванов отмечал, что «книга представляет собой спецкурс и является продолжением ранее вышедшего издания – „Методологии исторической науки“», а «теперь, бесспорно, на повестку дня встают историко-социологические исследования». Данная работа была посвящена рассмотрению особенностей исторического познания, определению места социологии в разных сферах общества, соотношению истории, социологии и статистики, а также автором была предпринята попытка осуществить систематизацию социальных функции науки. Занимаясь продолжением и развитием своих методологических подходов к научному познанию, Иванов уделил особое внимание таким проблемам, как предметная область исторической социологии, методические вопросы историко-социологического анализа и принципы и категории специальнонаучной методологии. Рассмотрев все эти вопросов и подводя общий итог, Иванов сделал следующее заключение: «Находясь на стыке двух наук, историческая социология сохраняет тесные связи со всеми отраслями общественного познания и по сути является междисциплинарной его областью. Разумеется, речь не идёт о конструировании „новой“ исторической социологии, она объективно существует давно; в данном случае речь идёт о расширении и обогащении её познавательного инструментария для обществоведения… Методологию недостаточно просто знать и зазубрить, а надо ею владеть. Вот в чём заключаются методологические критерии изучения социологии вообще, исторической социологии в частности».
В начале 1970-х годов Иванов выступил инициатором возобновлена на кафедре истории СССР Казанского государственного педагогического института очной аспирантуры, чтобы подготовить её лучших выпускников к дальнейшей преподавательской и научно-исследовательской работе, и все его ученики в 1970-1980-е годах защитили кандидатские диссертации по специальности «историография, источниковедение и методы исторического исследования», посвящённые различным методологическим проблемам. В 1990-е годы Иванов, исходя из идеи единства исторических и социологических методологических проблем, сосредоточил свою исследовательскую деятельность на методологических вопросах исторической социологии, поскольку в отечественном науковедении, в отличие от зарубежного, где уже имелись значительные традиции разработки этой отрасли науки, имела место её слабая разработанность.

## Отзывы
Доктор исторических наук, профессор кафедры исторического и обществоведческого образования Высшей школы исторических наук и всемирного культурного наследия Институт международных отношений Казанского (Приволжского) федерального университета О. В. Синицын следующим образом определяет «наиболее существенные положения авторской концепции» Иванова: 

1. Систематическая разработка методологии истории позволяет интегрировать воедино различные аспекты соотношения прошлого, настоящего и будущего в общественном процессе и его познании. В её содержание входят вопросы о предмете и социальных функциях исторической науки, о соотношении общественного и естественнонаучного познания, о теоретических принципах и методах исследования исторического опыта, о соотношении методологии и методики с точки зрения творческой лаборатории историка, выделение при этом специально-исторических и междисциплинарных методов. Эти вопросы не могут быть в полной мере решены без изучения истории исторической науки, без методологического обобщения знаний об историческом источнике и историческом факте. 
2. Содействуя социальному прогрессу, история всегда получала от общества определённые импульсы для своего собственного развития. Историк получает от общества не только своего рода заказ на изучение прошлого и настоящего, но и соответствующий эпохе познавательный арсенал. Если развитие современности немыслимо без исторического знания, то и историческое знание не может не испытывать влияния современности во всех аспектах её развития — от политических, теоретических идей до технических средств сохранения и передачи информации. 
3. Теория может быть воплощена в историческом труде только при условии её неразрывной связи с познанием объективной реальности, с точно исследованным конкретным материалом. История опирается прежде всего на строго установленные факты объективной действительности. В свете научного, теоретического анализа в этих фактах вскрывается их внутренняя взаимосвязь и взаимообусловленность. Доказательность выводов есть специфическая черта научного познания. 
4. В этой связи необходимо особо подчеркнуть значение источника и факта в историческом исследовании. Историческая наука должна, опираясь на развитую методику исследования материалов, найти в источниках отражение объективной исторической действительности. 
5. Прогресс исторической науки может быть достигнут лишь на пути развития и совершенствования тех методов исторического познания, которые созданы исторической наукой в прошлом и проверены общественной практикой. Вместе с тем историческая наука призвана воспринимать всё новое и современное в методах познания, но она их интегрирует для обогащения и развития своего собственного метода, оставаясь при этом специфической формой общественного познания. Так она может сохранить свое огромное значение в современной науке. 
6. Историческое познание соответственно своему объекту всегда находится в динамике. С другой стороны, исторический процесс никогда не является простым воспроизведением уже существовавшего состояния. Всё это предопределяет необходимость конкретизации, обогащения от действительности, что имеет важнейшее теоретическое и практическое значение. И здесь ярко проявляется методологическая роль принципа историзма, нацеленного на выяснение реальной динамики исторического процесса, единства прошлого, настоящего и будущего. Этому учит ленинский историзм, ленинская методология общественно-исторического познания. 
7. Методологическое исследование трудов В. И. Ленина показывает, что он всегда стоял на магистральной линии развития общественной науки. Несомненно, их достоинство заключается в теоретическом анализе социальных явлений: для такого анализа надо было обладать тонким вниманием к реально развивающейся действительности и трудолюбием исследователя. Многие рассматриваемые в трудах В. В. Иванова вопросы и проблемы, в том числе перечисленные выше, актуальны и в наше время, так как они связаны с важнейшими предпосылками повышения теоретического уровня исторических исследований: соотношение концепции и метода, расширение источниковой, фактической основы исследований, совершенствование методологии и методики историографического анализа.

## Научные труды

### Монографии
- Иванов В. В.  В. И. Ленин о некоторых вопросах соотношения истории и современности. — Томск: Томский государственный университет, 1970. — 112 с. URL: https://vital.lib.tsu.ru/vital/access/manager/Repository/vtls:000339986.
- Иванов В. В. Соотношение истории и современности как методологическая проблема (Очерки по марксистско-ленинской методологии исторического исследования). — М.: Наука, 1973. — 287 с.
- Иванов В. В. Ленинский историзм: методология и методика исследования. Материалы спецкурса по всеобщей истории. — Казань: Казанский государственный университет, 1976. — 208 с.
- Иванов В. В. Историзм в ленинской методологии научного исследования. — М.: Мысль, 1982. — 240 с.
- Иванов В. В. Ленинская концепция истории: методология и методика исследования. — Казань: Казанский государственный университет, 1985.

### Учебное пособие
- Иванов В. В. Методология исторической науки: учебное пособие для студентов вузов, обучающихся по специальности «История». — М.: Высшая школа, 1985. — 168 с.
- Иванов В. В. Методологические проблемы исторического познания. Учебное пособие по исторической социологии. — Казань: Казанский государственный университет, 1991. — 151 с.

### Статьи
- Иванов В. В. Принцип историзма в ленинской критике либерального народничества и «легального» марксизма // Методологические и историографические вопросы исторической науки. — Томск: Томский государственный университет, 1965. — Вып. 3. — С. 3-19.
- Иванов В. В. К вопросу о принципе историзма в ленинской методологии научного исследования // Труды Томского государственного университета. — Томск: Томский государственный университет, 1965. — С. 43—52.
- Иванов В. В. О ленинском понимании принципа историзма // Методологические и историографические вопросы исторической науки. — Томск: Томский государственный университет, 1966. — Вып. 4. — С. 3—20;
- Иванов В. В. Методологические вопросы истории // Вопросы истории. 1966. — № 1. — С. 5-12.
- Иванов В. В. История и современность в произведениях В. И.Ленина 1905-1907 гг. // Методологические и историографические вопросы исторической науки. — Томск: Томский государственный университет, 1967. — Вып. 5. — С. 3—21.
- Иванов В. В. В. И. Ленин о соотношении истории и современности // Вопросы истории. — 1970. —  № 4. — C. 3—19.